# Ripdeal
Een ripdeal (uitspraakⓘ) is een criminele transactie waarbij een van de partijen beroofd wordt door de andere. In de meeste gevallen gaat het om drugstransacties waar de berovers er met het geld en de drugs vandoor gaan.